# Droits LGBT en 2009
< Droits LGBT en 2008 - Droits LGBT en 2010 >

## Évènements

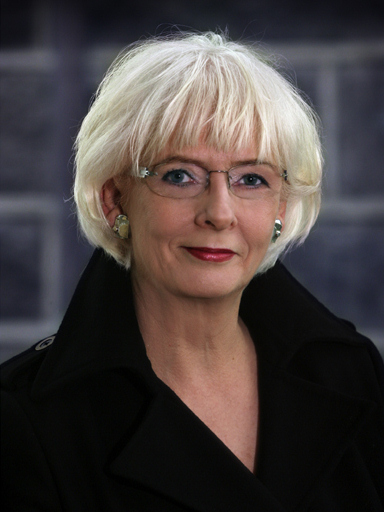
Jóhanna Sigurðardóttir

### Janvier
- 1er janvier : 
  - ouverture du mariage aux couples homosexuels en Norvège[1];
  - Chypre du Nord devient le dernier pays d'Europe à dépénaliser l'homosexualité dans son nouveau code pénal, après qu'un changement de la loi a été proposé en octobre 2006[2].

### Février
- 1er février : Jóhanna Sigurðardóttir devient première ministre de l'Islande. Elle est la première personne ouvertement homosexuelle à être nommée à la tête d'un gouvernement au monde[3].
- 9 février : la municipalité de Phoenix, dans l'Arizona ouvre un registre de partenariats domestiques[4].
- 12 février : le gouvernement hongrois approuve le nouveau texte légalisant le "partenariat enregistré". Il s'agit en fait d'un contrat d'union civile; réservé aux seuls couples homosexuels et ouvrant quelques droits, ce contrat est en deçà des projets initiaux du gouvernement[5],[6].

### Mars
- 2 mars : l'Argentine met fin à l'interdiction des homosexuelLEs dans l'armée[7].
- 3 mars : les Philippines mettent fin à l'interdiction des homosexuelLes dans l'armée[8].
- 5 mars : la Cour suprême de Californie se réunit à San Francisco afin d'écouter les arguments des opposants et des partisans de la proposition 8[9].
- 10 mars : à Tel-Aviv-Jaffa, Uzi Even, ancien député à la Knesset pour le Meretz, et son compagnon ont été autorisés à adopter leur garçon de… trente ans. Ils deviennent donc le premier couple gay à adopter en Israël[10].
- 20 mars : le Danemark autorise l'adoption pour les couples de même sexe[11].
- 23 mars : la Serbie vote un projet de loi, qui interdit les discriminations envers les gays et les lesbiennes[12].